# Sebastian Stumpfegger
Sebastian Stumpfegger (* 9. März 1671 in Salzburg; † 14. November 1749 ebenda) war ein österreichischer Steinmetz und Maurermeister.

## Leben

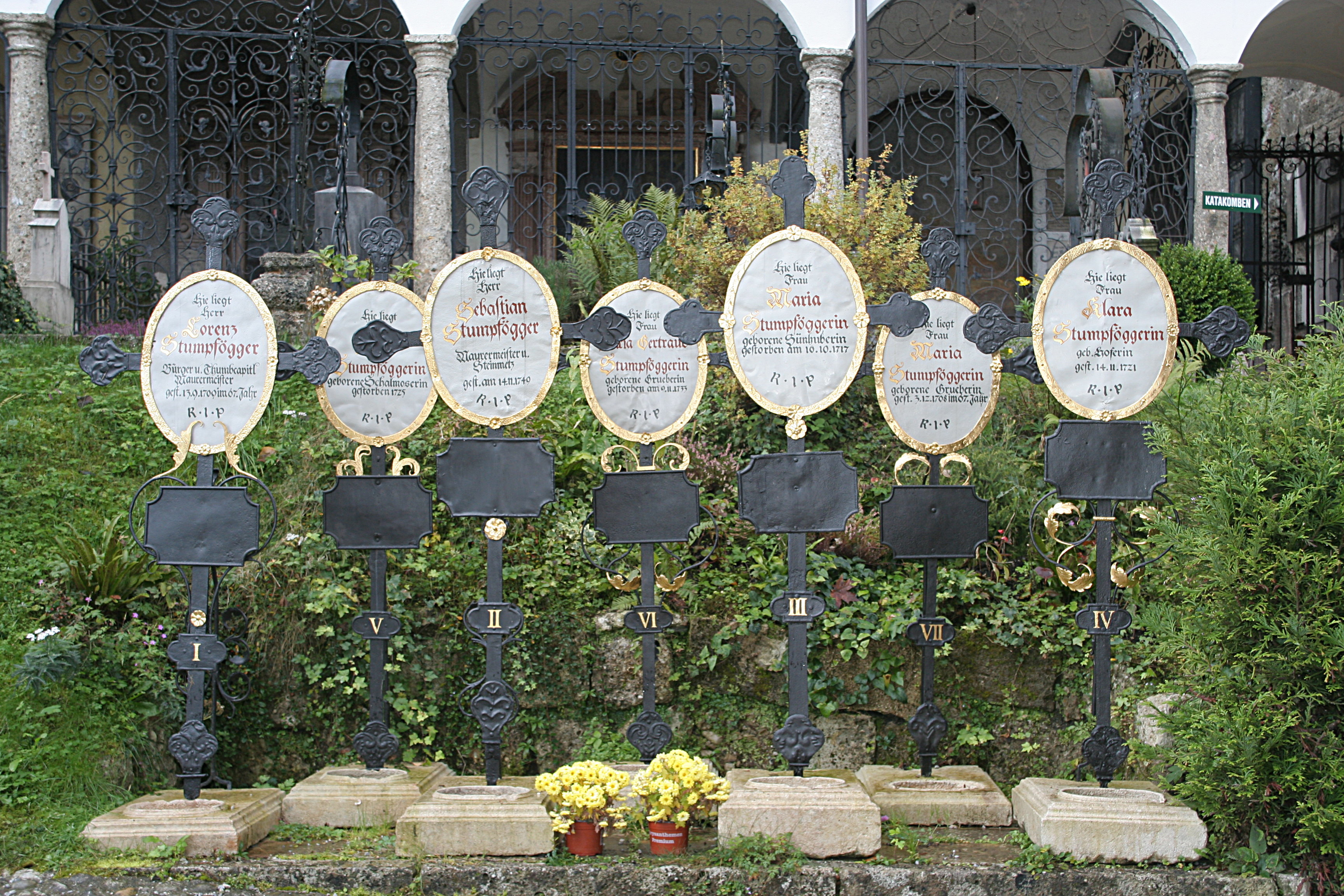
Grabstätte Stumpfegger auf dem Petersfriedhof Salzburg mit sieben Kreuzen: Sebastian Stumpfegger, seine vier Ehefrauen und seine Eltern

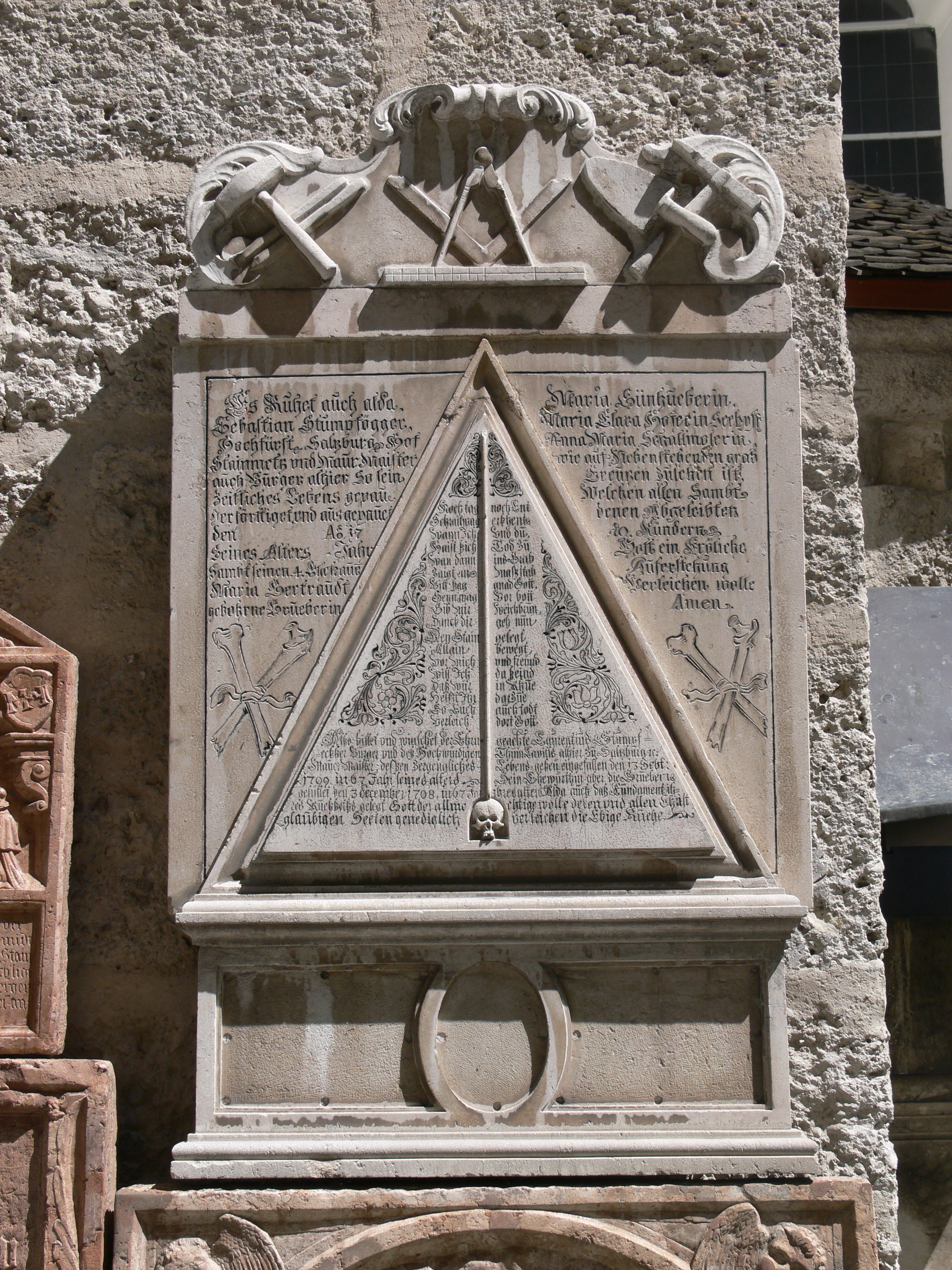
Monument für Sebastian Stumpfegger auf dem Petersfriedhof Salzburg

Sebastian Stumpfegger entstammte einer alten Salzburg Maurermeister- und Steinmetzfamilie, die ab dem 16. Jahrhundert dort als Maurermeister tätig war. Ab 1675 war er auch Bürger der Stadt. Sein Vater war der Salzburger Bürger und Domkapitel’sche Maurermeister Lorenz Stumpfegger (1641–1709).
Nach der Lehrzeit in der fürsterzbischöflichen Hofbaumeisterei war Sebastian Stumpfegger sechs Jahre zur Ausbildung in Wien, in Italien, Tirol, Bayern, Pfalz, Böhmen und Mähren, Schlesien und Preußen, in Schweden, Dänemark und Holland sowie in rheinischen Reichsstädten und in Hamburg tätig.
Sein Sohn Johann Adam Stumpfegger (24. Dezember 1703 bis 28. August 1753) und sein Enkel Lorenz Valentin Stumpfegger (13. März 1737 bis 20. Juli 1792) setzten die künstlerische Arbeit der Familie fort.
Sebastian Stumpfegger starben nacheinander vier Ehefrauen. Er hatte insgesamt einundzwanzig Kinder. Er ist auf dem Petersfriedhof Salzburg in Salzburg begraben. Neben seinem Grabkreuz sind dort auch die Grabkreuze seiner Eltern sowie die seiner vier Ehefrauen erhalten.

## Werke
In der Stadt Salzburg

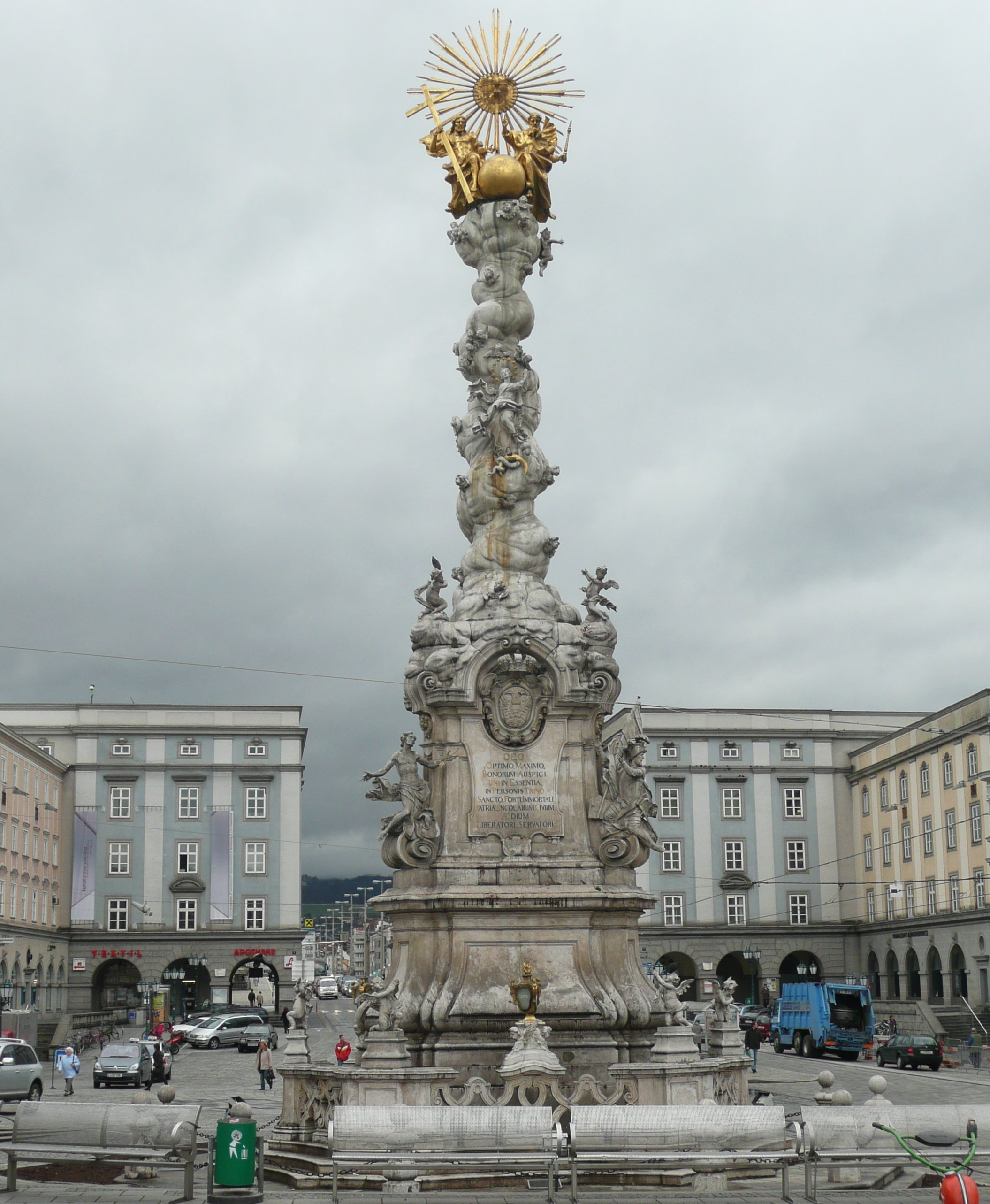
Dreifaltigkeitssäule in Linz

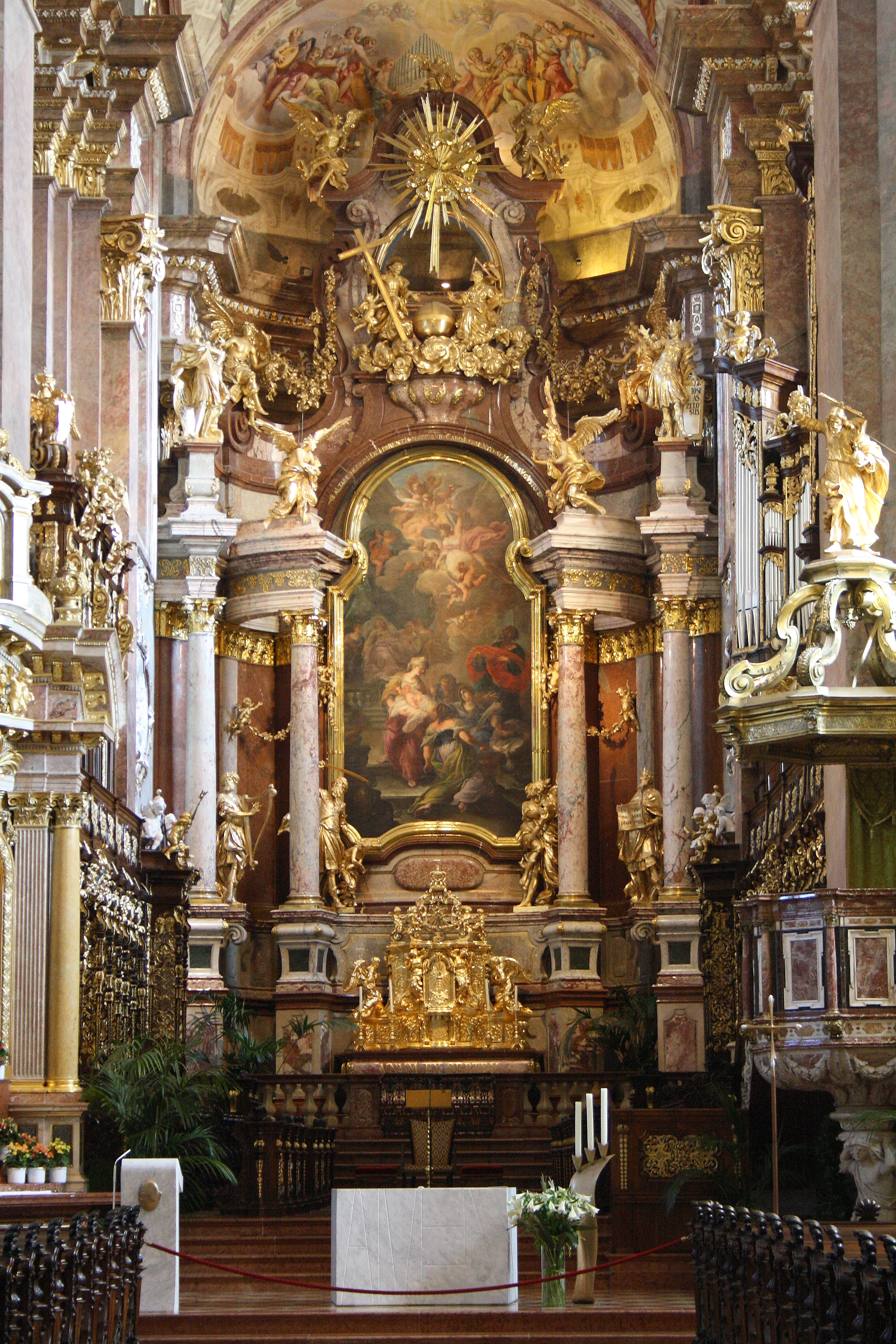
Der nach einem Entwurf von Matthias Steinl von Stumpfegger angefertigte Hochaltar in der Stiftskirche Klosterneuburg

- Gruftaltar (1699) sowie Kirchenfassade und Klosterportal (1707) der Pfarrkirche Mülln; Mitarbeit an der Ursulinenkirche
- Hochaltar Seitenportale und Oratorien der Kollegienkirche (gemeinsam mit Götzinger, 1706)
- Arbeiten im Garten der Emsburg  an der Hellbrunner Allee und Bauaufsicht bei Schloss Klessheim für Johann Bernhard Fischer von Erlach (1707)
- Pfarrkirche Gnigl: Risspläne
- Turmumbau bei der Erhardkirche in Nonntal (1711/1712)
- Hochaltar der Pfarrkirche Gnigl (1738)
- Je zwei kniende Engel auf den Seitenaltären der Dreifaltigkeitskirche (1742)

Außerhalb der Stadt Salzburg
- Pfarrkirche Saalbach (1717/1719)
- Pfarrkirche Flachau (1719/1721)
- Bau der Ponlachkirche in Tittmoning
- Bau des Pfleggerichtes St. Gilgen,
- Kirchenerweiterung in Mariabichl (bei Lendorf im Drautal),
- Dreifaltigkeitssäule in Linz
- Kirchenbau in Neumarkt am Wallersee,
- Kirchenplanung für Maria Himmelfahrt, auch bekannt als Maria Kunterweg (Ramsau bei Berchtesgaden)
- Hochaltar der Stiftskirche Klosterneuburg
- Hochaltar der Pfarrkirche Zwettl